# Forsteropsalis
Genre
Forsteropsalis est un genre d'opilions eupnois de la famille des Neopilionidae.

## Distribution
Les espèces de ce genre sont endémiques de Nouvelle-Zélande.

## Liste des espèces
Selon World Catalogue of Opiliones (19/07/2025) :
- Forsteropsalis chiltoni (Hogg, 1910)
- Forsteropsalis distincta (Forster, 1964)
- Forsteropsalis grayi (Hogg, 1920)
- Forsteropsalis marplesi (Forster, 1944)
- Forsteropsalis tumida (Forster, 1944)
- Forsteropsalis wattsi (Hogg, 1920)

## Systématique et taxinomie
Ce genre a été décrit par Taylor en 2011 dans les Neopilionidae.

## Étymologie
Ce genre est nommé en l'honneur de Raymond Robert Forster.

## Publication originale
- Taylor, 2011 : « Revision of the genus Megalopsalis (Arachnida: Opiliones: Phalangioidea) in Australia and New Zealand and implications for phalangioid classification. » Zootaxa, no 2773, p. 1–65.